# Туркестано-Сибірська магістраль
44°37′24″ пн. ш. 77°59′32″ сх. д. / 44.6233° пн. ш. 77.9922° сх. д.
Туркестано-Сибірська магістраль — залізниця, побудована в 1926-1931 рр., сполучила Середню Азію з Сибіром. Починається на північ від Ташкента в Узбекистані в Арись, де відгалужується від Закаспійської залізниці. Прямує на північний схід через Чимкент, Тараз, Бішкек у колишню столицю Казахстану Алмати. Там повертає на північ і прямує до Семея, після якого перетинає російський кордон. Проходить через Барнаул до Новосибірська, де має з'єднання з Транссибірською залізницею. Основна частина будівельних робіт проведена в 1926  — 1931 роках.

## Історія
Ідея будівництва залізниці для сполучення Туркестану та Сибіру виникла ще в 1886 році. 15 жовтня 1896 року міська дума міста Вєрний вирішила створити комісію для визначення прибутку від будівництва лінії.
Комісія підтвердила доцільність будівництва. Передбачалося, що лінія посилить військову присутність Росії у прикордонному з Китаєм регіоні, а також істотно спростить вивіз бавовни з Туркестану до Сибіру та доставки дешевого семирічинського і сибірського зерна — в Туркестан.
Міжміністерський комітет в 1906 р. ухвалив виділити гроші на будівництво лінії Барнаул — Семипалатинськ — Вєрний — Лугова — Арись. У 1907 р. проведено дослідження на місцях. На півдні, від станції Арись до річки Ілі, вишукувальні роботи йшли під керівництвом інженера Голембіовського, а на півночі з боку Семипалатинська вишукування вела група інженера Глезера.
Спеціальна група на чолі з інженером Струве провела статистично-економічні дослідження в цьому районі, що знайшло віддзеркалення в працях комісії з дослідження району Туркестано-Сибірської залізниці за 1909 рік. У ті ж роки під керівництвом інженера Адріанова проведено дослідження декількох варіантів сполучних ліній від Транссибу до Семипалатинська.
Алтайську залізницю від Ново-Миколаївська до Семипалатинська введено в тимчасову експлуатацію 21 жовтня 1915 року, а в постійну — в 1917 році, у розпал Першої світової війни. Одночасно на півдні будувалася Семирічинська залізниця від станції Арись до Вєрного. Події Жовтневої революції зупинили її будівництво на станції Бурна. І тільки в 1921 р. залізниця досягла Ауліє-Ату (нині Тараз).
У роки громадянської війни залізниці Сибіру та Північного Казахстану опинилися в руках адмірала Колчака, за рішенням якого у 1918 лінію Новосибірськ (тоді Новоніколаєвськ) — Семипалатинськ продовжено до Сергіополя (Аягуза). До 1919 р.  укладено 140 км колії. Цю залізницю з невідомих причин демонтовоно відразу ж після розгрому армії Колчака.
Решта 1442 км залізниці побудовано з великою помпою в рамках першого п'ятирічного плану. Значна частина залізниці побудовано за допомогою праці ув'язнених ГУЛАГу.
Відкриття регулярних пасажирських перевезень між Семипалатинськом і Аягузом відбулося 10 травня 1929. Перший локомотив, що пройшов з Ташкента до Семипалатинська, встановлений як пам'ятник у м. Алмати.

## Експлуатація Турксибу
У перші роки існування Турксибу вантажні перевезення по ньому подвоювалися кожні п'ять років. Це було пов'язано з великим вантажопотоком, створюваним Урало-Кузнецьким комбінатом.
Але незабаром Турксиб перестав справлятися з вантажопотоком, що створювало труднощі для розвитку економіки регіону. У роки Другої світової війни вантажопотік Турксибу впав.
У 1958 році Туркестано-Сибірську залізницю об'єднали з Карагандинською залізницею в Казахську залізницю. У 1960 р. відкрито лінію від станції Актогай до радянсько-китайського кордону — станції Дружба. Наразі на станції Достик є гейт з Ланьчжоу-Синьцзянською залізницею.
У 1971 р. з Казахської залізниці виокремили Алма-Атинську залізницю — спадкоємицю Турксибу, яка проіснувала до 1996 року, коли всі залізниці незалежного Казахстану об'єднали в державне унітарне підприємство «Қазақстан темір жолы».